# Carmen Posadas
Carmen de Posadas Mañé (Montevideo, 13 de agosto de 1953) es una escritora uruguaya nacionalizada española, país en el que reside.

## Biografía
Carmen Posadas nació en Montevideo (Uruguay) en 1953 y vivió allí hasta los 12 años. Hija de un diplomático y una restauradora, es la primogénita de cuatro hermanos: tres niñas y un niño. En 1965 se trasladó a Madrid (España) con su familia. Después ha vivido en Moscú, Buenos Aires y Londres; ciudades todas en las que su padre fue embajador.
Se casó con Rafael Ruiz de Cueto. De este matrimonio tuvo dos hijas, Sofía (1975) y Jimena (1978). 
En 1985 adquirió la doble nacionalidad uruguaya y española. 
El 1 de octubre de 1988 en la embajada de España en Viena, se casó en segundas nupcias con Mariano Rubio, gobernador del Banco de España entre 1984 y 1992.
Es autora de más de 15 libros infantiles así como doce novelas, dos biografías y varios guiones de cine y televisión.
Presentó en 1988 el programa de Televisión Española Entre líneas.
Comenzó su carrera literaria en 1980, escribiendo literatura infantil y juvenil, género que cultivó hasta 1987. En 1984, su libro El señor Viento Norte ganó el Premio Nacional de Literatura a la mejor edición. Su primer trabajo más allá de la literatura infantil fue Escena improbable, en colaboración con Lucrecia King-Hedinger. Escribió guiones de cine y televisión y publicó dos ensayos satíricos: Yuppies, jet set, la movida y otras especies y, un año más tarde, El síndrome de Rebeca: guía para conjurar fantasmas. Desde ese momento iría alternando cuento y novela.
En 1991 publicó el ensayo ¡Quién te ha visto y quién te ve! y en 1995 la novela Cinco moscas azules. En 1997 escribió la colección de cuentos Nada es lo que parece. Al año siguiente obtuvo el Premio Planeta con Pequeñas infamias.
En 1999, las muertes de su padre y de su marido con dos meses de diferencia supusieron un duro golpe personal para la escritora.
En el año 2001 publicó La Bella Otero, que pronto se llevó al cine. En el 2002, la revista Newsweek destacó a Posadas como una de las autoras latinoamericanas más relevantes de su generación. Ese mismo año publicó un recopilatorio de artículos, La hernia de Viriato: Recetario para hipocondríacos, escrito en colaboración con su hija Sofía. En el año 2003 apareció El buen sirviente y en el 2004 A la sombra de Lilith, en colaboración con Sophie Courgeon. 
En febrero de 2007 la editorial Adharauna publicó una biografía autorizada sobre la autora: Carmen Posadas. Una historia por contar, en la que se recogen todos los años de su vida hasta ese momento. Fue escrita por el periodista Moisés Ruiz, profesor de la Universidad Europea de Madrid, en la que Carmen Posadas es miembro del Consejo Asesor Universitario. Fue la primera vez que la escritora se convirtió en protagonista de las páginas de un libro. En la obra cuenta detalles sobre su vida que hasta entonces eran desconocidos.
Juego de niños (Planeta, 2006), Literatura, adulterio y una tarjeta Visa Platino (Planeta, 2007), Hoy caviar, mañana sardinas (RBA, 2008, en colaboración con su hermano Gervasio Posadas Mañé), La cinta roja (Espasa, 2008), El testigo invisible (2013), Medea (2014), La hija de Cayetana (2016), La maestra de títeres (2018) y La leyenda de la Peregrina (2020) son sus últimas novelas. Otros galardones que ha recibido son el premio Apeles Mestres de Literatura Infantil (2004) y el Premio de Cultura que otorga la Comunidad de Madrid (de 2007, otorgado en 2008). Su obra está traducida a más de treinta idiomas.

## Obras

### Cuentos infantiles
- Una cesta entre los juncos (1980)
- El cazador y el pastor (1980)
- El chico de la túnica de colores (1980)
- Hacia una tierra desconocida (1980)
- El Niño de Belén (1980)
- El pastor que llegó a ser Rey (1980)
- El señor viento Norte (1983) (Ganadora del Premio Nacional de Literatura al libro mejor editado 1984)
- El parque de papel (1984) Libro de texto con lecturas para niños en el primer ciclo de enseñanza.
- Kiwi (novela) (1986)
- Hipo canta (1987)
- El mercader de sueños y otros relatos (1990)
- Padres, padres (1993)
- María Celeste (1994)
- Liliana, bruja urbana (1995)
- Encuentro con Cousteau en el polo Sur (1999)
- Tú y yo tan raros como siempre (1999) (En el recopilatorio: Hijas y padres)
- Dorilda (2000)
- El peinador de ideas (2002)
- Dorilda y Pancho (2003)
- Cuac (novela) (2004)
- Elemental, querido Freud (2005)  (En el recopilatorio: Mujeres en ruta)
- Mi primer libro sobre Machado (2009)

### Cuentos
- Mi hermano Salvador y otras mentiras (1990) (11 cuentos)
- Nada es lo que parece (1997) (14 cuentos)
- Literatura, adulterio y una Visa platino (2007)

### Novelas
- Una ventana en el ático (1993)
- Cinco moscas azules (1996)
- Pequeñas infamias (1998) (Premio Planeta 1998)
- La bella Otero (novela) (2001)
- El buen sirviente (2003)
- Juego de niños (novela) (2006)
- Hoy caviar, mañana sardinas (2008) (En colaboración con su hermano Gervasio Posadas)
- La cinta roja (2008)
- Invitación a un asesinato (2010)
- El testigo invisible (2013)
- La hija de Cayetana (2016)
- La maestra de títeres (2018)
- La leyenda de la peregrina (2020)
- Licencia para espiar (2022)
- El misterioso caso del impostor del Titanic (2024)

### Ensayos
- Yuppies, jet set, la movida y otras especies  (1987)
- El síndrome de Rebeca: guía para conjurar fantasma (1988)
- Un veneno llamado amor (1999)
- Por el ojo de la cerradura (2001)
- La hernia de Viriato (2002) (En colaboración con su hija Sofía)
- A la sombra de Lilith (2004) (En colaboración con Sophie Courgeon)

### Otras
- Escena improbable (1986) (Libro de entrevistas, en colaboración con Lucrecia King-Hedinger)
- Carta dirigida a las novias de Drácula encontrada por el doctor Van Helsing en su castillo (2008) (Drácula, Volumen de relatos cortos, 451 Editores)
- Efecto Posadas (2023)

## Traducciones
Los traductores británicos Nick Caistor y Amanda Hopkinson vertieron al inglés Juego de niños con el título Child's Play.

## Premios y distinciones
- Premio del Ministerio de Cultura al mejor libro infantil editado en el año 1984[4]
- Premio Planeta en 1998[5]
- Premio Apel·les Mestres de Literatura Infantil, 2004[7]
- Premio Sent Sovi de Literatura Gastronómica en el año 2007
- Premio Camilo José Cela de periodismo en el año 2011
- Premio de Cultura de la Comunidad de Madrid, 2008[8]
- Premio ABC Cultural & Ámbito Cultural, 2011, de manos de sus directores Fernando Rodríguez Lafuente y Ramón Pernas.
- Premio Cartagena Novela Histórica en el año 2014
- Premio Glauka 2014
- Premio Brazier, el Goncourt de Novela Gastronómica Francesa 2014
- Premio Iberoamericano Periodismo Rey de España 2017
- Premio ABC Joaquín Romero Murube 2017
- Carmen Posadas es consejera de la Universidad Europea de Madrid donde se ha creado La Cátedra Carmen Posadas.
- En el municipio madrileño de Rivas-Vaciamadrid hay una calle a su nombre, que hace esquina con las calles Javier Marías y botones Sacarino.[10]

Es profesora honoris causa por la Universidad Peruana de Artes Aplicadas desde 2010.